# Reserva de producción de fauna Cuyabeno
La Reserva de Producción de Fauna Cuyabeno (RPFC) está ubicada en la provincia de Sucumbíos, en el noreste de la Región Amazónica de Ecuador. Su área es de 590 112 ha. Es uno de los lugares más biodiversos del planeta junto con el parque nacional Yasuní. La reserva fue decretado en 1979 en el contexto de la creación de un sistema de áreas naturales protegidas en el Ecuador, con base en un estudio de la FAO en 1976, inicialmente con una dimensión de 155 000 ha.

## Características física

### Clima
Es un bosque tropical, con precipitaciones entre 3.000 y 4.000 mm³ por año, y humedad entre 85 y 95%. De diciembre a marzo tiene una marcada temporada seca; la temporada lluviosa va desde abril hasta julio, y desde agosto a noviembre la lluvia es moderada. La temperatura anual oscila alrededor de los 25 °C. También con su clima húmedo.

## Características biológicas

### Ecosistemas y cobertura vegetal
La Reserva se ubica dentro del bosque húmedo tropical.
- bosques estacionalmente inundados o pantanos recorridos por los ríos de aguas negras con una vegetación dominada por Mauritia flexuosa
- bosques inundados por ríos ricos en sedimentos, o várzea de color "café con leche" (Pires y Prance, 1985), (ejemplo: Río Aguirico),
- los bosques inundados por ríos de aguas negras o igapó (Pires y Prance, 1985);
- Lagos permanentes que rara vez entran en seco, como Zancudo Coche a lo largo del río Aguarico, bosque bien drenado se encuentra en pequeñas colinas y en la cuenca alta, en particular aguas arriba de la entrada del parque en "el puente Cuayabeno"; oscuro sedimento de los pobres ríos,
- Río Aguarico;
- Lagos semi-permanentes - el más grande la Laguna Cuyabeno - que la mayoría de los años caen seca y está dominada por los famosos árboles Macrolobium que son los hogares a innumerables epifitas, garzas, guacamayos azul y amarillo y Huatzins.

En su parte occidental, la reserva inicia en la pie de monte de los Andes, pero rápidamente entrando en las llanuras del Amazonas. Así, al oeste de la entrada principal del parte, el terreno todavía está accidentada con colinas, pero rápidamente el terreno se vuelve más plano. Hay dos llanuras muy planas inundables, donde se encuentras sistemas de lagunas interconectadas: la primera donde se encuentra la Laguna Cuyabeno (o Grande), la otra en la frontera con Perú. Originalmente, la reserva solamente incorporapa la cuenca completa del Río Cuyabeno, pero con su extensión, incluye partes de los Ríos Aguarico y Putumayo. El terreno fuera de las llanuras consiste de tierra firme en colinas generalmente muy bajas.
Estas últimas áreas tienen una diferente flora y fauna que los bosques en las tierras más altas entre estos humedales y en la cuenca alta. Mientras que los bosques inundados son relativamente pobres en especies, las zonas más elevadas se tienen algunos de los mayor número de árboles por hectárea en la tierra. En un lugar en el vecino parque nacional Yasuní, 307 especies de árboles / hectárea fueron contados, y son muchos más que en toda Europa.

### Flora y Fauna
Se trata de un lugar con una gran biodiversidad, hogar de una de las más grandes concentraciones de vida salvaje, tanto en flora como en fauna. Un complejo sistema de formaciones lluviosas, 14 lagunas, ríos y un bosque tropical que hacen de las 603.000 hectáreas un récord en cuanto a los más altos niveles de biodiversidad en el mundo.

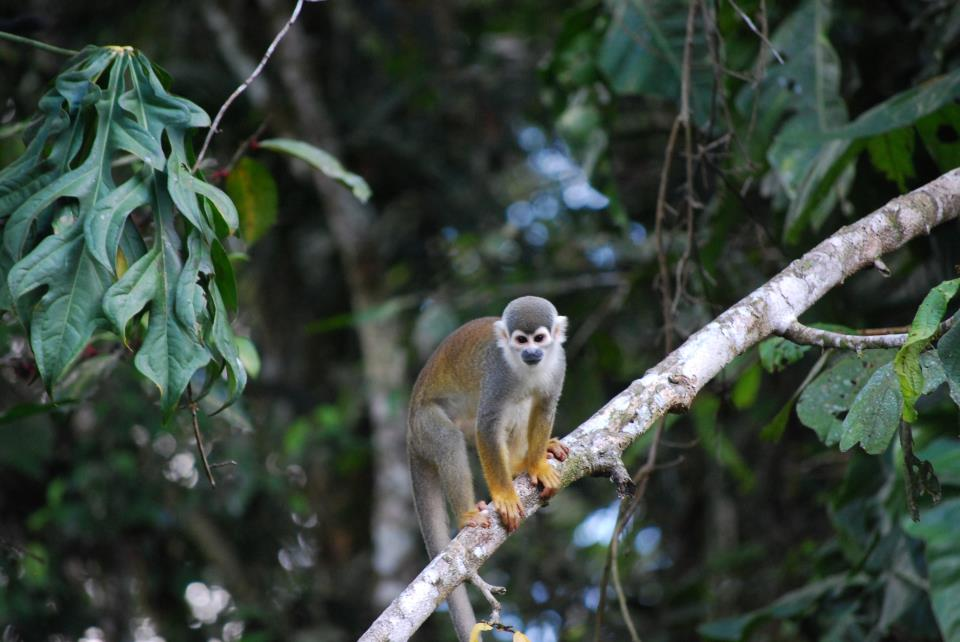
El mono ardilla común (Saimiri sciureus) en la reserva de producción faunística Cuyabeno

El Cuyabeno tiene más de 550 especies diferentes de aves: 60 especies de orquídeas; más de 350 especies de peces; una gran variedad de reptiles como las anacondas, caimanes y tortugas de río. Se estiman en 12 000 las especies de plantas encontradas dentro de la reserva. Y muchas especies de mamíferos, incluyendo el increíble Tapir (Tapirus terrestris).
La Reserva también es hogar de especies raras, como el mítico delfín rosado de río, el Hoatzin o águila de la región, con su apertura de alas de ocho pies.
Todos los grandes mamíferos amazónicos están presentes: el tapir de tierras bajas, dos especies de ciervos, todos los gatos del Amazonas, incluyendo jaguares y pumas, pecaris, dos especies de delfines, manatíes, la nutria gigante, los monos están representados por 10 especies, mientras que roedores y murciélagos están representados por decenas de especies.
El número actual de especies de aves registradas es objeto de debate, algunos afirman 530 especies, mientras que otros sugieren que más de 580 especies se han visto, pero nadie se sabe con seguridad porque no hay un registro oficial.
Durante el pico de la temporada de lluvias, miles de hectáreas de bosques se inundan, formando un El Dorado para un número estimado de 350 especies de peces, dos especies de caimanes, boas y anacondas, y un sinnúmero de ranas y sapos cantan sus conciertos interminables. Los delfines han sido vistos nadando en los bosques inundados, ya que siguen los peces.

## Etnología
Muchas comunidades étnicas viven en las orillas de dos ríos muy importantes, el río Aguarico y el río Cuyabeno, en particular, los Cofanes y los Siona-Secoya, ambos legendarios en esta área. La comunidad Siona habita la parte norte de la Reserva del Cuyabeno, en Puerto Bolívar y el río Tarapuy.

### Shamanismo
Los curanderos Siona, Secoya y Cofán (Shamanes) son respetados y admirados por otras comunidades en la selva por su inmensa sabiduría. Miles de años de historia son bien guardados por estos curanderos. Ellos aprendieron de sus predecesores y lo transmitirán a nuevas generaciones.

## Ecoturismo

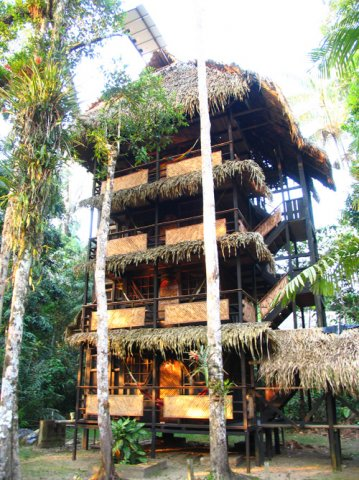
Tapir Lodge, un ejemplo de hotel ecológico en la reserva de producción faunística Cuyabeno.

La Reserva del Cuyabeno pertenece al Sistema Nacional de Áreas Protegidas, muy pocos Operadores de Turismo están calificados para trabajar en esta zona. Esta es una razón por la que no se encuentran muchos turistas visitando el área, así que se puede disfrutar la naturaleza y sus magníficos sonidos.
El ecoturismo en la reserva se desató en 1986 con un primer grupo de 16 visitantes de los Países Bajos. Antes de eso, en los años 1970, Etnotours había estado organizando visitas enfocadas en la visita de los pueblos indígenas, pero no existen registros de esta época. Cuando a principios de los años ochenta se construyó la nueva carretera petróleo y las actividades petroleras en la zona aumentaron, cada vez más se establecieron colonos en las tierras altas de la reserva, iniciando una deforestación incontrolada. El director de la reserva se había solicitado y recibido un asesor del gobierno de los Países Bajos, que asesoró a ampliar el área de alrededor de 150.000 hectáreas hacia el este, a lo que el gobierno de Ecuador decidió ampliar el parque hasta llegar a la frontera con Perú, aumentando su tamaño a 603.380 ha. También aconsejó al gobierno para promover el ecoturismo en la zona con el fin de crear ingresos alternativos y demostrar la importancia de la reserva para el sector turístico sobre el nivel nacional del Ecuador. Dado el aislamiento de la reserva, los visitantes iban a necesitar una instalación para pernoctar para poder visitar la zona de las lagunas. Neotropic Turis fue especialmente incorporado como una empresa de responsabilidad social para promover la conservación a través del ecoturismo de Cuyabeno, en un esfuerzo para ayudar a rescatar a la reserva mediante la promoción de ecoturismo. Originalmente visitantes pasaron la noche en la estación biológica de la Universidad Católica y en carpas, hasta Turis Neotrópico recibió una licencia de operación de un lodge en 1989 y construyó el Cuyabeno Lodge, el primer albergue ecológico en la reserva.
Desde el principio, Neotropic Turis involucrados los pueblos indígenas, tanto en la construcción de la casa de campo y en la operación. También organizó el primer curso de capacitación para guías, así como para los pueblos indígenas. La empresa sigue siendo el único operador con una licencia de operación del Ministerio de Medio Ambiente. Desde mediados de los noventa, otros lodges fueron construidos, tal como Tapir Lodge y otros alojamientos ecológicos como el Guacamayo Ecolodge, algunos alrededor de la Laguna Cuyabeno, pero la mayoría aguas abajo de la Laguna Cuyabeno.
La idea original de promover el ecoturismo para rescatar la reserva había sido un modelo de éxito: El presente director de la reserva citó recientemente que el nivel actual de las visitas es de aproximadamente 12 mil visitantes por año, mientras que la mayoría de las familias de la tribu Siona benefician de las actividades económicas relacionadas con el ecoturismo. Por otra parte, Cuyabeno se ha convertido en un destino de ecoturismo con importancia nacional para todo el sector turístico del Ecuador, ya que su reputación ha comenzado a crecer considerablemente en los últimos cinco años.
Las actividades ofrecidas por las empresas ecoturísticas deben hacer frente a cuestiones sociales y ambientales del territorio en particular mediante el trabajo con las comunidades indígenas locales. El área de visita es restringido a sólo una de las 14 lagunas de la reserva (7 en la llanura rodeando la Laguna Cuyabeno, Zancuda Cocha al lado del Río Aguaricos y 6 en la frontera con Perú) está abierto al público.